# Tercera División de Inglaterra
La Tercera División del fútbol en Inglaterra hace referencia a la tercera categoría en el sistema de ligas del fútbol inglés. Inicialmente se estableció en  la temporada 1920-21, siendo denominada Football League Third Division. En 1992 con la nueva estructura del fútbol los clubes de la First Division pasaron a la nueva Premier League, por lo cual la Second Division se convirtió en la nueva tercera división. Desde la temporada 2004-05 la nueva Football League One pasó a ser la tercera categoría, reemplazando a la Second Division.

## Football League Third Division (1920-21)
| Temporada | Campeón        | Subcampeón (sin ascenso) |
| --------- | -------------- | ------------------------ |
| 1920-21   | Crystal Palace | Southampton              |

## Football League Third Division North / South (1921-58)
| Temporada | North                                   | North                                   | South                                   | South                                   |
|           | Campeón                                 | Subcampeón (sin ascenso)                | Campeón                                 | Subcampeón (sin ascenso)                |
| --------- | --------------------------------------- | --------------------------------------- | --------------------------------------- | --------------------------------------- |
| 1921-22   | Stockport County                        | Darlington                              | Southampton                             | Plymouth Argyle                         |
| 1922-23   | Nelson                                  | Bradford Park Avenue                    | Bristol City                            | Plymouth Argyle                         |
| 1923-24   | Wolverhampton Wanderers                 | Rochdale                                | Portsmouth                              | Plymouth Argyle                         |
| 1924-25   | Darlington                              | Nelson                                  | Swansea City                            | Plymouth Argyle                         |
| 1925-26   | Grimsby Town                            | Bradford Park Avenue                    | Reading                                 | Plymouth Argyle                         |
| 1926-27   | Stoke City                              | Rochdale                                | Bristol City (2)                        | Plymouth Argyle                         |
| 1927-28   | Bradford Park Avenue                    | Lincoln City                            | Millwall                                | Northampton Town                        |
| 1928-29   | Bradford City                           | Stockport County                        | Charlton Athletic                       | Crystal Palace                          |
| 1929-30   | Port Vale                               | Stockport County                        | Plymouth Argyle                         | Brentford                               |
| 1930-31   | Chesterfield                            | Lincoln City                            | Notts County                            | Crystal Palace                          |
| 1931-32   | Lincoln City                            | Gateshead                               | Fulham                                  | Reading                                 |
| 1932-33   | Hull City                               | Wrexham                                 | Brentford                               | Exeter City                             |
| 1933-34   | Barnsley                                | Chesterfield                            | Norwich City                            | Coventry City                           |
| 1934-35   | Doncaster Rovers                        | Halifax Town                            | Charlton Athletic (2)                   | Reading                                 |
| 1935-36   | Chesterfield (2)                        | Chester City                            | Coventry City                           | Luton Town                              |
| 1936-37   | Stockport County (2)                    | Lincoln City                            | Luton Town                              | Notts County                            |
| 1937-38   | Tranmere Rovers                         | Doncaster Rovers                        | Millwall (2)                            | Bristol City                            |
| 1938-39   | Barnsley (2)                            | Doncaster Rovers                        | Newport County                          | Crystal Palace                          |
| 1939-40   | Cancelada por la Segunda Guerra Mundial | Cancelada por la Segunda Guerra Mundial | Cancelada por la Segunda Guerra Mundial | Cancelada por la Segunda Guerra Mundial |
| 1940-41   | Cancelada por la Segunda Guerra Mundial | Cancelada por la Segunda Guerra Mundial | Cancelada por la Segunda Guerra Mundial | Cancelada por la Segunda Guerra Mundial |
| 1941-42   | Cancelada por la Segunda Guerra Mundial | Cancelada por la Segunda Guerra Mundial | Cancelada por la Segunda Guerra Mundial | Cancelada por la Segunda Guerra Mundial |
| 1942-43   | Cancelada por la Segunda Guerra Mundial | Cancelada por la Segunda Guerra Mundial | Cancelada por la Segunda Guerra Mundial | Cancelada por la Segunda Guerra Mundial |
| 1943-44   | Cancelada por la Segunda Guerra Mundial | Cancelada por la Segunda Guerra Mundial | Cancelada por la Segunda Guerra Mundial | Cancelada por la Segunda Guerra Mundial |
| 1944-45   | Cancelada por la Segunda Guerra Mundial | Cancelada por la Segunda Guerra Mundial | Cancelada por la Segunda Guerra Mundial | Cancelada por la Segunda Guerra Mundial |
| 1945-46   | Cancelada por la Segunda Guerra Mundial | Cancelada por la Segunda Guerra Mundial | Cancelada por la Segunda Guerra Mundial | Cancelada por la Segunda Guerra Mundial |
| 1946-47   | Doncaster Rovers (2)                    | Rotherham United                        | Cardiff City                            | Queens Park Rangers                     |
| 1947-48   | Lincoln City (2)                        | Rotherham United                        | Queens Park Rangers                     | Bournemouth & Boscombe Athletic         |
| 1948-49   | Hull City (2)                           | Rotherham United                        | Swansea City (2)                        | Reading                                 |
| 1949-50   | Doncaster Rovers (3)                    | Gateshead                               | Notts County (2)                        | Northampton Town                        |
| 1950-51   | Rotherham United                        | Mansfield Town                          | Nottingham Forest                       | Norwich City                            |
| 1951-52   | Lincoln City (3)                        | Grimsby Town                            | Plymouth Argyle (2)                     | Reading                                 |
| 1952-53   | Oldham Athletic                         | Port Vale                               | Bristol Rovers                          | Millwall                                |
| 1953-54   | Port Vale (2)                           | Barnsley                                | Ipswich Town                            | Brighton & Hove Albion                  |
| 1954-55   | Barnsley (3)                            | Accrington Stanley                      | Bristol City (3)                        | Leyton Orient                           |
| 1955-56   | Grimsby Town (2)                        | Derby County                            | Leyton Orient                           | Brighton Hove & Albion                  |
| 1956-57   | Derby County                            | Hartlepool United                       | Ipswich Town (2)                        | Torquay United                          |
| 1957-58   | Scunthorpe United                       | Accrington Stanley                      | Brighton & Hove Albion                  | Brentford                               |

## Football League Third Division (1958-92)
| Temporada | Campeón                     | Subcampeón               | Tercer ascenso      | Play-Offs           |
| --------- | --------------------------- | ------------------------ | ------------------- | ------------------- |
| 1958-59   | Plymouth Argyle (3)         | Hull City                |                     |                     |
| 1959-60   | Southampton (2)             | Norwich City             |                     |                     |
| 1960-61   | Bury                        | Walsall                  |                     |                     |
| 1961-62   | Portsmouth (2)              | Grimsby Town             |                     |                     |
| 1962-63   | Northampton Town            | Swindon Town             |                     |                     |
| 1963-64   | Coventry City (2)           | Crystal Palace           |                     |                     |
| 1964-65   | Carlisle United             | Bristol City             |                     |                     |
| 1965-66   | Hull City (3)               | Millwall                 |                     |                     |
| 1966-67   | Queens Park Rangers (2)     | Middlesbrough            |                     |                     |
| 1967-68   | Oxford United               | Bury                     |                     |                     |
| 1968-69   | Watford                     | Swindon Town             |                     |                     |
| 1969-70   | Leyton Orient (2)           | Luton Town               |                     |                     |
| 1970-71   | Preston North End           | Fulham                   |                     |                     |
| 1971-72   | Aston Villa                 | Brighton and Hove Albion |                     |                     |
| 1972-73   | Bolton Wanderers            | Notts County             |                     |                     |
| 1973-74   | Oldham Athletic (2)         | Bristol Rovers           | York City           |                     |
| 1974-75   | Blackburn Rovers            | Plymouth Argyle          | Charlton Athletic   |                     |
| 1975-76   | Hereford United             | Cardiff City             | Millwall            |                     |
| 1976-77   | Mansfield Town              | Brighton and Hove Albion | Crystal Palace      |                     |
| 1977-78   | Wrexham                     | Cambridge United         | Preston North End   |                     |
| 1978-79   | Shrewsbury Town             | Watford                  | Swansea City        |                     |
| 1979-80   | Grimsby Town (3)            | Blackburn Rovers         | Sheffield Wednesday |                     |
| 1980-81   | Rotherham United (2)        | Barnsley                 | Charlton Athletic   |                     |
| 1981-82   | Burnley                     | Carlisle United          | Fulham              |                     |
| 1982-83   | Portsmouth (3)              | Cardiff City             | Huddersfield Town   |                     |
| 1983-84   | Oxford United (2)           | Wimbledon                | Sheffield United    |                     |
| 1984-85   | Bradford City (2)           | Millwall                 | Hull City           |                     |
| 1985-86   | Reading (2)                 | Plymouth Argyle          | Derby County        |                     |
| 1986-87   | AFC Bournemouth             | Middlesbrough            |                     | Swindon Town        |
| 1987-88   | Sunderland                  | Brighton and Hove Albion |                     | Walsall             |
| 1988-89   | Wolverhampton Wanderers (2) | Sheffield United         |                     | Port Vale           |
| 1989-90   | Bristol Rovers(2)           | Bristol City             |                     | Notts County        |
| 1990-91   | Cambridge United            | Southend United          | Grimsby Town        | Tranmere Rovers     |
| 1991-92   | Brentford (2)               | Birmingham City          |                     | Peterborough United |

## Football League Second Division (1992-2004)
| Temporada | Campeón                    | Subcampeón               | Play-Offs              |
| --------- | -------------------------- | ------------------------ | ---------------------- |
| 1992-93   | Stoke City (2)             | Bolton Wanderers         | West Bromwich Albion   |
| 1993-94   | Reading (3)                | Port Vale                | Burnley                |
| 1994-95   | Birmingham City            | Brentford (not promoted) | Huddersfield Town      |
| 1995-96   | Swindon Town               | Oxford United            | Bradford City          |
| 1996-97   | Bury (2)                   | Stockport County         | Crewe Alexandra        |
| 1997-98   | Watford (2)                | Bristol City             | Grimsby Town           |
| 1998-99   | Fulham (2)                 | Walsall                  | Manchester City        |
| 1999-00   | Preston North End (2)      | Burnley                  | Gillingham             |
| 2000-01   | Millwall (3)               | Rotherham                | Walsall                |
| 2001-02   | Brighton & Hove Albion (2) | Reading                  | Stoke City             |
| 2002-03   | Wigan Athletic             | Crewe Alexandra          | Cardiff City           |
| 2003-04   | Plymouth Argyle (4)        | Queens Park Rangers      | Brighton & Hove Albion |

## EFL League One (2004-)
| Temporada | Campeón                     | Subcampeón          | Play-Offs           |
| --------- | --------------------------- | ------------------- | ------------------- |
| 2004-05   | Luton Town (2)              | Hull City           | Sheffield Wednesday |
| 2005-06   | Southend United             | Colchester United   | Barnsley            |
| 2006-07   | Scunthorpe United (2)       | Bristol City        | Blackpool           |
| 2007-08   | Swansea City (3)            | Nottingham Forest   | Doncaster Rovers    |
| 2008-09   | Leicester City              | Peterborough United | Scunthorpe United   |
| 2009-10   | Norwich City (2)            | Leeds United        | Millwall            |
| 2010-11   | Brighton & Hove Albion (3)  | Southampton         | Peterborough United |
| 2011-12   | Charlton Athletic (3)       | Sheffield Wednesday | Huddersfield Town   |
| 2012-13   | Doncaster Rovers (4)        | AFC Bournemouth     | Yeovil Town         |
| 2013-14   | Wolverhampton Wanderers (4) | Brentford           | Rotherham United    |
| 2014-15   | Bristol City (4)            | Milton Keynes Dons  | Preston North End   |
| 2015-16   | Wigan Athletic (2)          | Burton Albion       | Barnsley            |
| 2016-17   | Sheffield United            | Bolton Wanderers    | Millwall            |
| 2017-18   | Wigan Athletic (3)          | Blackburn Rovers    | Rotherham United    |
| 2018-19   | Luton Town (3)              | Barnsley            | Charlton Athletic   |
| 2019-20   | Coventry City (3)           | Rotherham United    | Wycombe Wanderers   |
| 2020-21   | Hull City (4)               | Peterborough United | Blackpool           |
| 2021-22   | Wigan Athletic (4)          | Rotherham United    | Sunderland          |
| 2022-23   | Plymouth Argyle (5)         | Ipswich Town        | Sheffield Wednesday |
| 2023-24   | Portsmouth (4)              | Derby County        | Oxford United       |
| 2024-25   | Birmingham City (2)         | Wrexham             | Charlton Athletic   |

## Títulos por club
- 5 títulos: Plymouth Argyle
- 4 títulos: Bristol City, Doncaster Rovers, Hull City, Portsmouth, Wigan Athletic
- 3 títulos: Barnsley, Brighton & Hove Albion, Charlton Athletic, Coventry City, Grimsby Town, Lincoln City, Luton Town, Millwall, Reading, Swansea City, Wolverhampton Wanderers
- 2 títulos: Birmingham City, Bradford City, Brentford, Bristol Rovers, Bury, Chesterfield, Fulham, Ipswich Town, Leyton Orient, Norwich City, Notts County, Oldham Athletic, Oxford United, Port Vale, Preston North End, Queens Park Rangers, Rotherham United, Scunthorpe United, Southampton, Stoke City, Stockport County, Watford
- 1 títulos: Aston Villa, Blackburn Rovers, Bolton Wanderers, AFC Bournemouth, Bradford Park Avenue, Burnley, Cambridge United, Cardiff City, Carlisle United, Crystal Palace, Darlington, Derby County, Hereford United, Leicester City, Mansfield Town, Nelson, Newport County, Northampton Town, Nottingham Forest, Sheffield United, Shrewsbury Town, Southend United, Sunderland, Swindon Town, Tranmere Rovers, Wrexham